# Saint-Christophe (Tarn)
Saint-Christophe település Franciaországban, Tarn megyében. Lakosainak száma 131 fő (2022. január 1.). Saint-Christophe Saint-André-de-Najac, Laparrouquial, Montirat, Saint-Martin-Laguépie és Le Ségur községekkel határos.

## Népesség
A település népessége az elmúlt években az alábbi módon változott:
| Lakosok száma | 135  | 134  | 138  | 125  | 125  | 124  | 122  | 125  | 131  |
|               | 2013 | 2015 | 2016 | 2017 | 2018 | 2019 | 2020 | 2021 | 2022 |